# 卡洛曼 (秃头查理之子)
卡洛曼（法語：Carloman，848年—约877年）是西法兰克国王秃头查理与奥尔良的厄门特鲁德最小的儿子，从小就打算从事神职工作，但在870年，他反叛了他的父亲并索取王国的一部分作为遗产。
卡洛曼于848年出生，他的父亲秃头查理为了防止王国继续分裂（843年的《凡尔登条约》已将原来的法兰克王国一分为三）而将他的小儿子们送进了教堂，于是卡洛曼于854年被剃发。卡洛曼由修道院院长沃法德（Wulfad，后成为主教）教导。860年，卡洛曼被祝圣为执事，并成为苏瓦松的圣梅达德修道院院长，在接下来的10年中他陆续成为了圣阿曼德修道院、圣里基耶修道院、洛布斯修道院和圣阿尔努修道院的院长。
865年，卡洛曼的哥哥及教会中的同伴瘸子洛泰尔去世，卡洛曼接任了他的圣日耳曼修道院院长职位。次年的866年，他的另一个哥哥孩童查理（父亲秃头查理让他成为阿基坦国王）去世。在这两位哥哥去世后，卡洛曼成为了秃头查理的长子口吃者路易之后的王位第二顺位继承人。由于对早年被赶进教堂的不满，或许也是其内心渴望成为战士，卡洛曼于870年召集了一批贵族追随者。这些支持卡洛曼的贵族没有具体姓名记录，尽管他们中的大多数来自洛泰尔王国和佛兰德伯国。卡洛曼对父亲的反抗达到任何成果之前就被抓捕，经审判后被关押在桑利斯，其所有的修道院院长职位均被剥夺。
教宗哈德良二世试图介入以释放卡洛曼，但随后逃往佛兰德伯国并在此集结了一小支军队。871年，兰斯主教在大主教辛马尔的领导下于贡比涅会面，他们宣布了对兰斯境内卡洛曼支持者的绝罚。其中仅有的反对声音来自拉昂的辛马尔（Hincmar of Laon，辛马尔的侄子），他可能是卡洛曼的支持者。873年，卡洛曼被重新审判并被致盲，但他逃到了东法兰克王国避免了牢狱之灾，东法兰克国王，同时也是他的伯父的日耳曼人路易答应给予其庇护。卡洛曼最终于约877年去世。